# Mareura aurilinea
Mareura aurilinea är en fjärilsart som beskrevs av Walker 1865. Mareura aurilinea ingår i släktet Mareura och familjen nattflyn. Inga underarter finns listade i Catalogue of Life.